# Див и много бърз
„Див и много бърз“ (на английски: Wild About Hurry) е американски анимационен филм, създаден от Уорнър Брос през 1959 година като част от поредицата „Весели мелодии“, разказващ за приключенията на Бързоходеца и Уили Койота.

## Сюжет
Койотът започва преследването на бързоходеца възседнал ракета, която се разбива в ниското плато. Изхвърчайки от нея, той си удря главата в каменна арка и пада на земята. Приличащ в главата на слънчогледова пита, той изчезва за да замисли новия си план.
Търсейки успех в преследването, койотът се сдобива с огромна прашка, чрез която да се изстреля след преминаващия бързоходец. Но се забива след два метра в земята. Става, изтупва се и се качва върху скалите за да измисли новия си план.
Намирайки огромен камък, той се надява, че изтласквайки го от склона, камъкът ще размаже бързоходеца. Обаче той се закрепя на ръба на скалите. Койотът започва да скача върху него и политат в пропастта. По време на полета той започва да скача и тича върху камъка, създавайки му въртеливо движение. Камъкът се забива като свредел в по-ниското плато, пробива дупка в него и пропада в железопътен тунел, където преминаващият влак отнася койота.
След това койотът построява грандиозна железопътна линия от върха на склона чак до долината. Качва се в ракета, движеща се по линиите и се спуска по наклона. Ракетата не успява да вземе завоя от хълма към долината и се разбива в земята.
Осъзнавайки се, преминава към следващия си план. Залага на пътя метални сачми и ги посипва отгоре с храна за птици. Върху ролкова кънка монтира магнит и шашка динамит. Бързоходецът пристига и изяжда храната, примесена със сачми. Койотът пуска кънката, но тя се разцепва на две и динамитът експлодира в лицето му.
Решен на всичко, койотът монтира огромна тръба по склона на хълма и когато бързоходеца наближава, пуска в нея тежка метална топка. Тя отскача от пътя и се връща обратно през тръбата, отнасяйки лицето му. Той пада в тръбата, последван от топката и падайки долу тя го смачква.
В последен, отчаян опит да хване бързоходеца, койотът се затваря в огромно метално кълбо и се спуска по склона. Кълбото прескача бързоходеца и пада в реката, отскачайки от камъните в нея. Продължавайки да се търкаля, пада във водопада. Водната стихия го изхвърля на сушата, но върху железопътната линия. Койотът се измъква от кълбото, но отново е отнесен от преминаващия влак.